# Sombernon
Sombernon é uma comuna francesa na região administrativa da Borgonha-Franco-Condado, no departamento de Côte-d'Or. Estende-se por uma área de 13,33 km². Em 2010 a comuna tinha 930 habitantes (densidade: 69,8 hab./km²).